# Jean Decazes
Jean Élie Louis Octave Guillaume Sévère Amanieu Decazes, 3. Herzog Decazes und 3. Herzog von Glücksberg (* 30. April 1864 in Paris; † 31. August 1912 in Chantilly) war ein französischer Segler und Adeliger.

## Erfolge
Jean Decazes, der für den Yacht Club de France segelte, nahm an den Olympischen Spielen 1900 in Paris teil, wo er in der Bootsklasse 10 bis 20 Tonnen antrat. Mit seiner Yacht Quand-même beendete er die erste von drei Wettfahrten auf dem zweiten Platz, die beiden nachfolgenden Wettfahrten schloss er jeweils auf dem dritten Platz ab. In der Gesamtwertung wurde er damit hinter Émile Billard und vor Edward Hore Zweiter.

## Leben
Decazes war der dritte Herzog Decazes und dritter Herzog de Glücksbierg, letzteres ein Adelstitel Dänemarks. Sein Großvater Élie Decazes war einige Monate Präsident des Ministerrates des Königreichs von Frankreich. Auch sein Vater Louis Decazes war Politiker und Diplomat, er bekleidete vier Jahre das Amt des Außenministers. Jean Decazes war mit Isabelle Singer verheiratet, der Tochter des US-amerikanischen Nähmaschinen-Unternehmers Isaac Merritt Singer, und hatte mit ihr drei Kinder, darunter Daisy Fellowes. Nach dem Suizid seiner Frau im Jahr 1896 kümmerte sich ihre Schwester Winnaretta Singer um die Erziehung der Kinder.
Die antarktische Insel Decazes Island ist nach ihm benannt.